# Marcili
Marcili (Marcilius) fou un intèrpret romà.
Va ser l'intèrpret de Ciceró durant la seva estada a l'Àsia Menor i especialment durant el seu govern de la província de Cilícia l'any 51 aC, fins al febrer de l'any 50 aC. Ciceró el va recomanar a Quint Minuci Term, propretor d'Àsia.